# Mellanrunda
Mellanrunda, mellanspel, är inom sport en term som oftast används inom lagsport. Det är den delen som kommer mellan grundserie/gruppspel och slutspel eller kval. Till mellanrundan går de bästa från grundserien, och gör där om vad som oftast är slutspelsplatser.
Exempel på tävlingar där mellanrundor använts är EM i basket, EM i handboll och VM i ishockey. VM i fotboll använde sig av mellanrundor 1974, 1978 och 1982.
Allsvenskan i bandy använde sig av mellanrunda säsongerna 1987/1988-2006/2007, efter det geografiskt indelade gruppspelet. Lagen delades i mellanrundan in i två rankingbaserade serier, där den starkare seriens lag garanterades SM-slutspelsplats, medan lagen i den lägre rankade serien kämpade mellan att nå SM-slutspelet, klara sig kval, kvalspela eller åka ur direkt.